# Risebækken
Risebækken er en bæk på Sydbornholm, dens frie længde er nu 1 km lang og ligger 14 km sydøst fra Rønne. Navnet ris kommer af den ældre betegnelse for kratskov, derfor hedder det Risebækken. Ådalens nederste cirka 1 km (fra Skelbro på Søndre Landevej til havet) blev fredet i 1979.
I et 2-3 m højt vandfald findes der 2 former for skifer Tretaspisskifer og Dicelloqraptusskifer. Det er et udflugtsmål om foråret fordi det er en af de få steder der er tæt pakket med Blå Anemoner.

## Historie
Bækken udsprang i fortiden fra de flade Duegårds-enge nord for Søndre Landevej mellem vandskellene til Lilleå (ved Lobbæk) og Læså. Den havde da en længde på omkring 3 km.
Bækken blev sænket 1 meter ved Søndre Landevej i 1983 for at engene kunne afvandes og forbedre landbruget. Det frigjorde skiferens pyrit så rød okker blev ført i bækken. Frigivelsen fortsatte da Hedeselskabet og landbruget gravede 11 km kanaler i engene.